# 安托万·奥古斯丁·古诺
安托万·奥古斯丁·古诺（法語：Antoine Augustin Cournot，法語發音：[ɑ̃twan oɡystɛ̃ kuʁno]；1801年8月28日—1877年3月11日），法国數學家、哲學家及經濟學家，提出古諾模型。
安托万·古诺出生在上索恩省格雷镇。 15岁之前他一直在格雷接受教育，之后的4年他在一个律师所就职做办事员，在此期间他专注于对哲学和法律的学习。受到皮埃尔·西蒙·拉普拉斯的启发后，他意识到学习数学是继续哲学之旅的必要条件。因此在19岁时，他参加了一个在贝桑松的数学预备课程。1821年，他成功的被巴黎高等師範學院录取。